# Anadenobolus chitarianus
Anadenobolus chitarianus är en mångfotingart som först beskrevs av Chamberlin 1933.  Anadenobolus chitarianus ingår i släktet Anadenobolus och familjen Rhinocricidae. Inga underarter finns listade i Catalogue of Life.